# Sciaphila arcuata
Sciaphila arcuata är en enhjärtbladig växtart som beskrevs av Leonid Vladimirovitj Averjanov. Sciaphila arcuata ingår i släktet Sciaphila och familjen Triuridaceae.
Artens utbredningsområde är Vietnam. Inga underarter finns listade.